# Amphiglossus valhallae
Amphiglossus valhallae är en ödleart som beskrevs av  George Albert Boulenger 1909. Amphiglossus valhallae ingår i släktet Amphiglossus och familjen skinkar. Inga underarter finns listade i Catalogue of Life.